# 古屋範子
古屋 範子（ふるや のりこ、1956年5月14日 - ）は、日本の政治家。公明党顧問。埼玉県浦和市（現：さいたま市）出身。
衆議院議員（7期）、総務大臣政務官、公明党女性委員長、厚生労働副大臣などを歴任した。

## 経歴

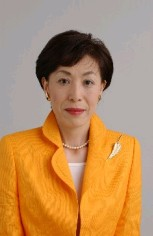
2005年

1975年3月、埼玉県立浦和第一女子高等学校卒業。1979年3月、早稲田大学第一文学部卒業。聖教新聞社出版局に勤務。
2003年11月、第43回衆議院議員総選挙比例南関東ブロック公明党第3位で初当選。2005年9月、第44回衆議院議員総選挙比例南関東ブロック公明党第2位で再選。
同年11月、第3次小泉改造内閣で総務大臣政務官に就任。2006年9月、第1次安倍内閣発足に伴い、総務大臣政務官を退任。同党の谷口和史に職を譲る。
2007年9月、公明党女性局長に就任。2009年8月、第45回衆議院議員総選挙比例南関東ブロック公明党第2位で3選。2010年10月、松あきらの後継として公明党女性委員長に就任。2012年12月、第46回衆議院議員総選挙比例南関東ブロック公明党第2位で4選。
2014年9月、公明党副代表に就任。2014年12月、第47回衆議院議員総選挙比例南関東ブロック公明党第2位で5選。
2016年8月、第3次安倍第2次改造内閣で厚生労働副大臣に就任。2017年10月、第48回衆議院議員総選挙比例南関東ブロック公明党第2位で6選。2021年10月、第49回衆議院議員総選挙比例南関東ブロック公明党第1位で7選。
2024年10月、第50回衆議院議員総選挙に立候補せず政界を引退。同年11月、公明党顧問に就任した。

## 政策
- 憲法改正と集団的自衛権の行使に反対。
- アベノミクスを評価する。
- 原発は日本に必要ないと考える。
- 軽減税率の導入に賛成。
- 村山談話・河野談話を見直すべきでないと考える。
- ヘイトスピーチを法律で規制することに賛成[6]
- 選択的夫婦別姓制度導入に賛成[7]。
- 受動喫煙防止を目的に飲食店などの建物内を原則禁煙とする健康増進法改正に賛成[8]。

## 役職歴

### 内閣
- 厚生労働副大臣（第3次安倍第2次改造内閣）
- 総務大臣政務官（第3次小泉改造内閣）

### 衆議院
- 環境委員会理事
- 消費者問題に関する特別委員会委員
- 科学技術・イノベーション推進特別委員会委員

### 公明党
- 顧問
- 副代表
- 女性委員長
- 中央幹事
- 女性局長
- 女性副委員長
- 厚生労働部会長
- 労働局次長
- 政務調査会副会長
- 社会保障制度調査会事務局長
- 男女共同参画社会推進本部 本部長
- 認知症対策推進本部 本部長
- 神奈川県本部顧問

## 所属議員連盟
- 子どもの貧困対策推進議員連盟（呼びかけ人）[9]
- イクメン議員連盟（役員）
- 東京オリンピック・パラリンピックに向けて受動喫煙防止法を実現する議員連盟[10]